# ليبر
لِيبَرُ أو ليباري (بالإيطالية: Lipari)‏ هي أكبر الجزر الإيولية في البحر التيراني قبالة الساحل الشمالي لجزيرة صقلية وتحمل اسم المدينة الرئيسية في الجزيرة. يبلغ تعداد سكانها الدائمين 11,000؛ خلال الموسم السياحي مايو إلى سبتمبر، قد يصل تعداد سكانها إلى 20,000.

## السكان
في سنة 1861 بلغ عدد السكان 14٬968 نسمة، وتطور العدد ليصل في سنة 2011 لـ 11٬642 نسمة.
يظهر هذا المخطط البياني تطور النمو السكاني لـ ليباري

## أعلام
- فلوفيا بلوتيلا
- فرانشيسكو سكوليو
- كريستيان ريجانو